# 多勒鲁普
多勒鲁普是德国石勒苏益格－荷尔斯泰因州的一个市镇。总面积13.08平方公里，总人口1012人，其中男性494人，女性518人（2011年12月31日），人口密度77人/平方公里。